# 戦闘国家 エアランドバトル
『戦闘国家 エアランドバトル』（せんとうこっか エアランドバトル）は、1995年12月1日に発売されたPlayStation用戦略シミュレーションゲーム。
戦闘国家シリーズの第一作目であり、この作品システムを基本として多くのシリーズが発表されていった。

## 概要
最大3つの陣営に分かれ、お互いのユニットや都市を攻撃、制圧していく戦略シミュレーションゲームである。それぞれの陣営のターンでは自軍のユニットや都市の行動を1回ずつ指示し、全ユニット、都市の行動を終了すると次の陣営に順にターンが回っていく。通信対戦昨日は無いため、複数プレイヤーで対戦する場合でもひとつの画面、ひとつのコントローラーで操作していく。
戦場となるマップには都市とユニットがあり、ユニットは移動と攻撃を繰り返して都市の制圧、及び破壊を目指す。実在する兵器、行動力システム、視界システム、自動迎撃システムなどが特徴となっている。
それぞれの陣営に一つだけある首都を歩兵で占領するか、弾道ミサイル等で破壊されると敗北する。

### 実在する兵器ユニット
登場する兵器は全て実在するモデルがあり、性能もほぼ準拠したものになっている。ゲーム開始時にアメリカ、ロシアどちらかの兵器体系を選択する（別途設定することで自由に体系を組むこともできた）。それぞれの体系には航空、陸上、戦艦、潜水艦のカテゴリがあり、それぞれ役割が差別化されていた。
それぞれのカテゴリはさらにヘリと戦闘機や、車両と歩兵、輸送艦と駆逐艦、攻撃潜と戦略潜のように細分化されている。

### ゲームシステム
ユニットは行動力の数値内であれば移動と攻撃など複数の行動を1ターン内ですることができた。また、それぞれの都市とユニットには視界が設定されており、視界の外にある相手陣営の情報を得ることはできず、視界外からの攻撃ではどこから何で攻撃されているのかすら知らされない。また、自動迎撃システムがあり弾薬が残っている限り、ユニットの射程内で行動する相手陣営ユニットに自動で攻撃を行う。

## その他
生産できるユニット数、建設できる都市数に上限が無かったため、戦況が膠着して長引くとユニット数が膨大になる傾向があり、CPU相手にプレイしているとCPUのターンが30分に及ぶこともあった。CPU2陣営を相手にした場合は自軍のターンが終了してから次のターンまで1時間を超えることも起こり得る。
また、発表当時は3Dポリゴンムービーがまだゲームでは少ない時代であったため、オープニングや戦闘シーンで選択して見ることができるムービーも好評とされたが、ローディングに長い時間がかかっていた。
マップには地形効果が設定され、攻撃の命中率に大きく影響した。ユニットは戦闘を重ねることで成長するシステムがあったが、この命中率だけでなく、数の優位や、兵種間の優劣によってバランスは保たれていた。
ちなみにだが、アメリカの強力な駆逐艦の級名の由来になっているアーレイ・バークは今作が発売された時点ではまだ存命中であった。

外部リンク
- https://www.jp.playstation.com/software/title/scps91008.html